# Карлос Пеллегрини (станция метро)
«Карлос Пеллегрини» (исп. Carlos Pellegrini) — станция Линии B метрополитена Буэнос-Айреса. Станция расположена между станциями «Флорида» и «Уругуай». Станция расположена под улицей Авенида Корриентес на её пересечении с улицей Карлос Пеллегрини в районе Сан-Николас. Станция была открыта 22 июля 1931 года на втором участке линии B, открытом между станциями Карлос Пеллегрини и Кальяо. На станции можно сделать пересадки на линию метро С, станция Диагональ Норте и линию метро D, станция 9 Июля. Недалеко от станции расположен Обелиск. Эта станция была конечной, до открытия станции Леандро Н. Алем и имеет две основные лестницы и два эскалатора.

## Украшения
На станции есть барельеф в честь аргентинского бизнесмена Федерико Лакросе и росписи на керамике Пабло Сикуэра.

## Достопримечательности
Они находятся в непосредственной близости от станции:
- Площадь Республики
  - Обелиск в Буэнос-Айресе
- Авенида Нуэве-де-Хулио
- Театр Колон
- Teatro Gran Rex
- Teatro Ópera
- Teatro Broadway
- Edificio del Plata
- Teatro El Nacional
- Известные бары Буэнос-Айреса Confitería Ideal
- Здания провинций Ла-Пампа, Сальта и Чубут
- Edificio El Trust
- Edificio República
- Школа танцев Aída Victoria Mastrazzi
- Общая начальная школа Коммуны Nº9 Familia de Cabezon
- Образовательный центр de Nivel Secundario N°26

## Галерея

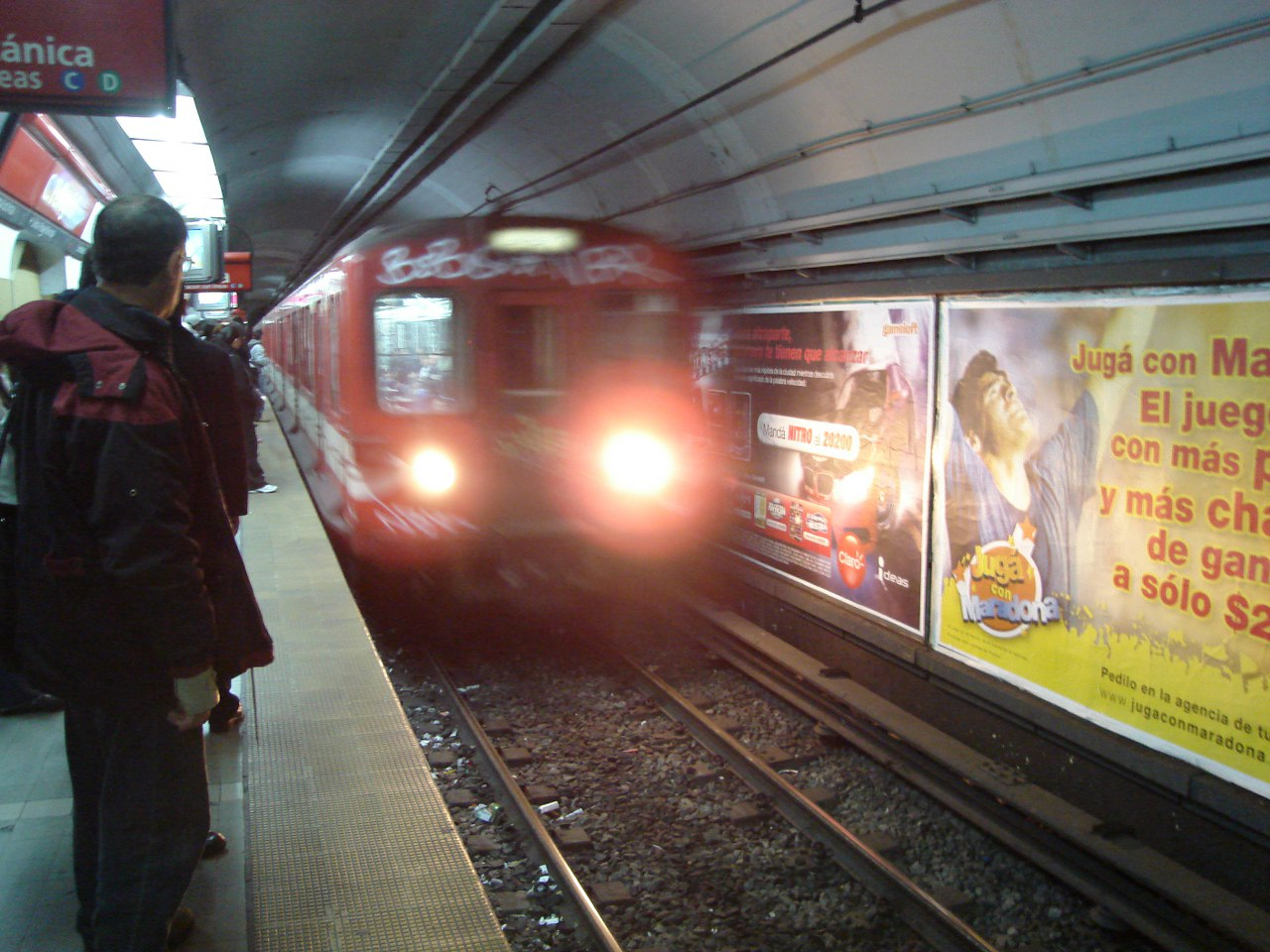
Вид станции
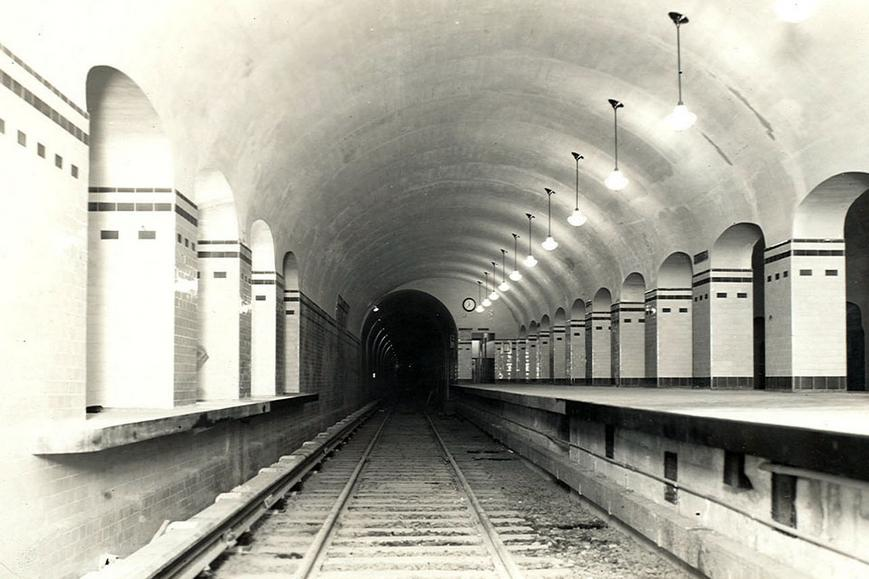
Строительство станции, 1931
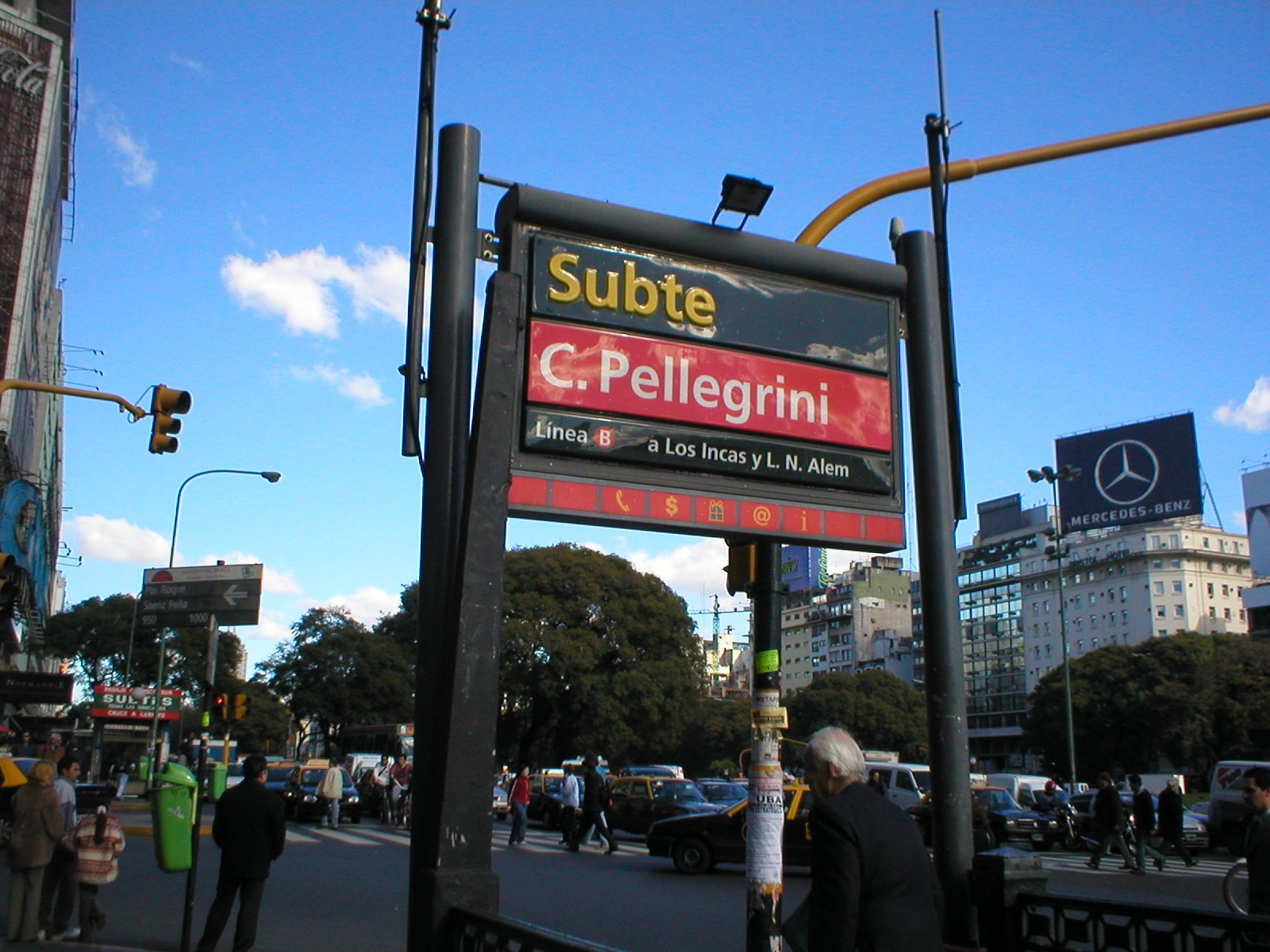
Вход с улицы , 2005
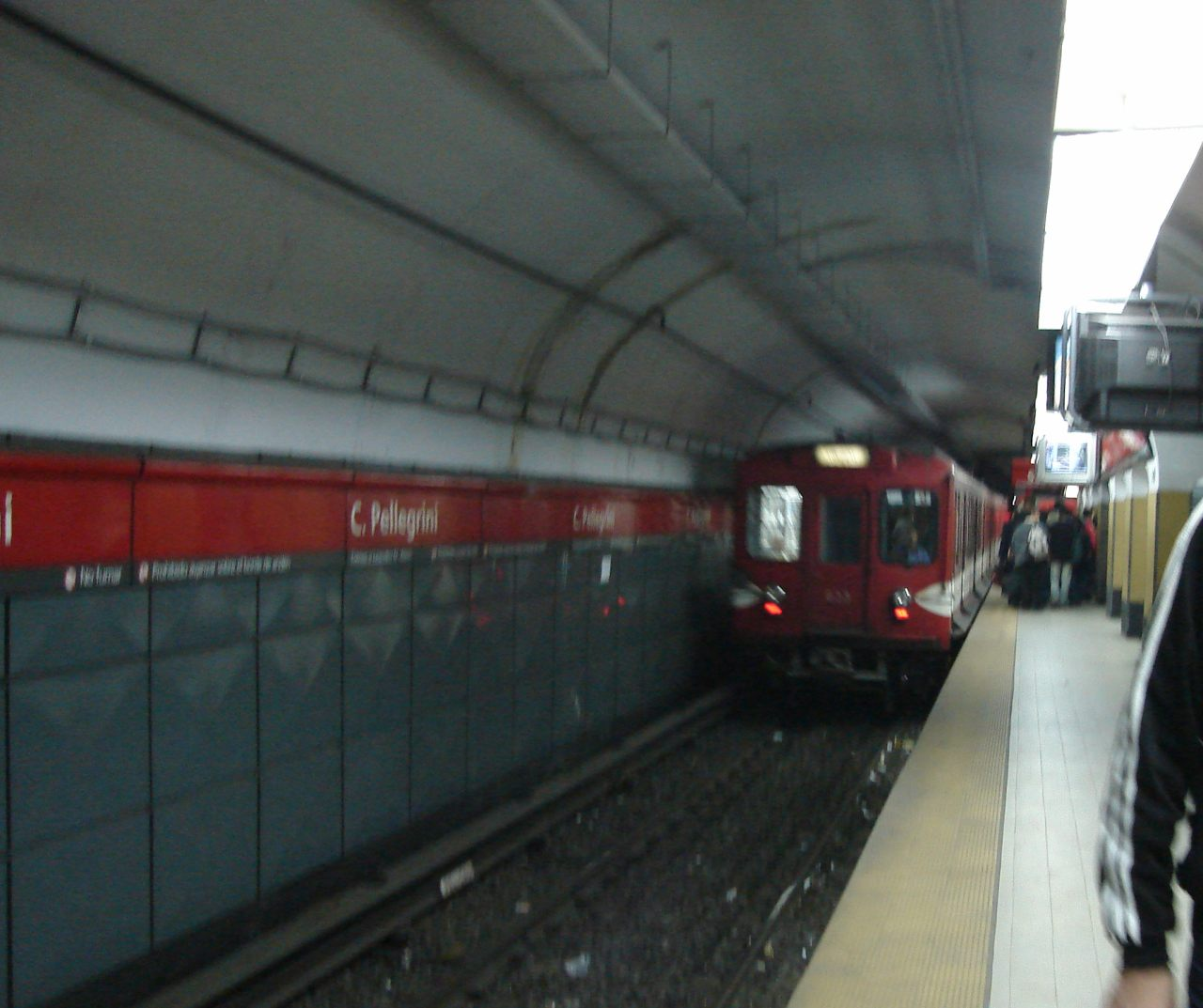
Другой вид станции
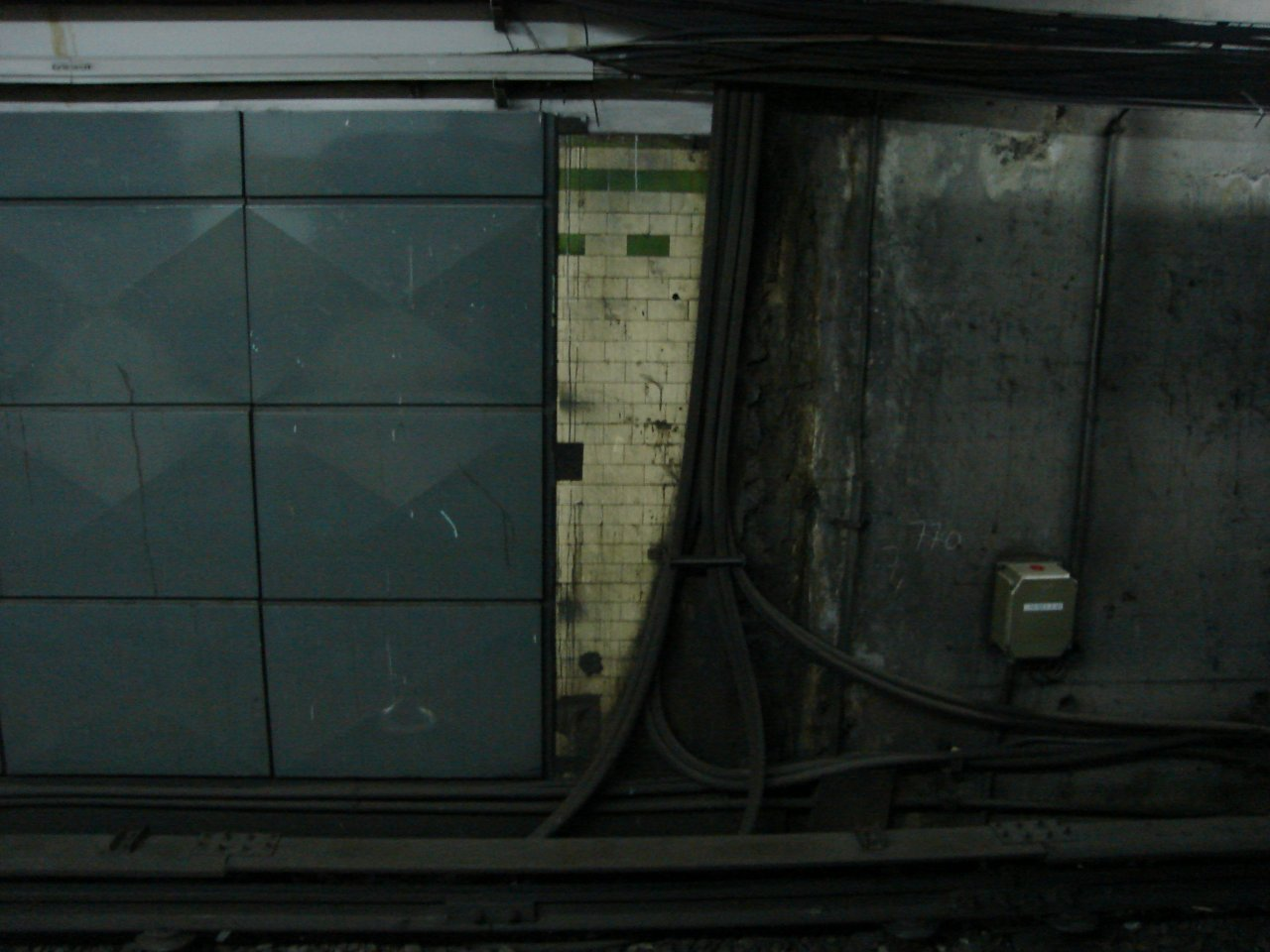
Часть оригинального интерьера
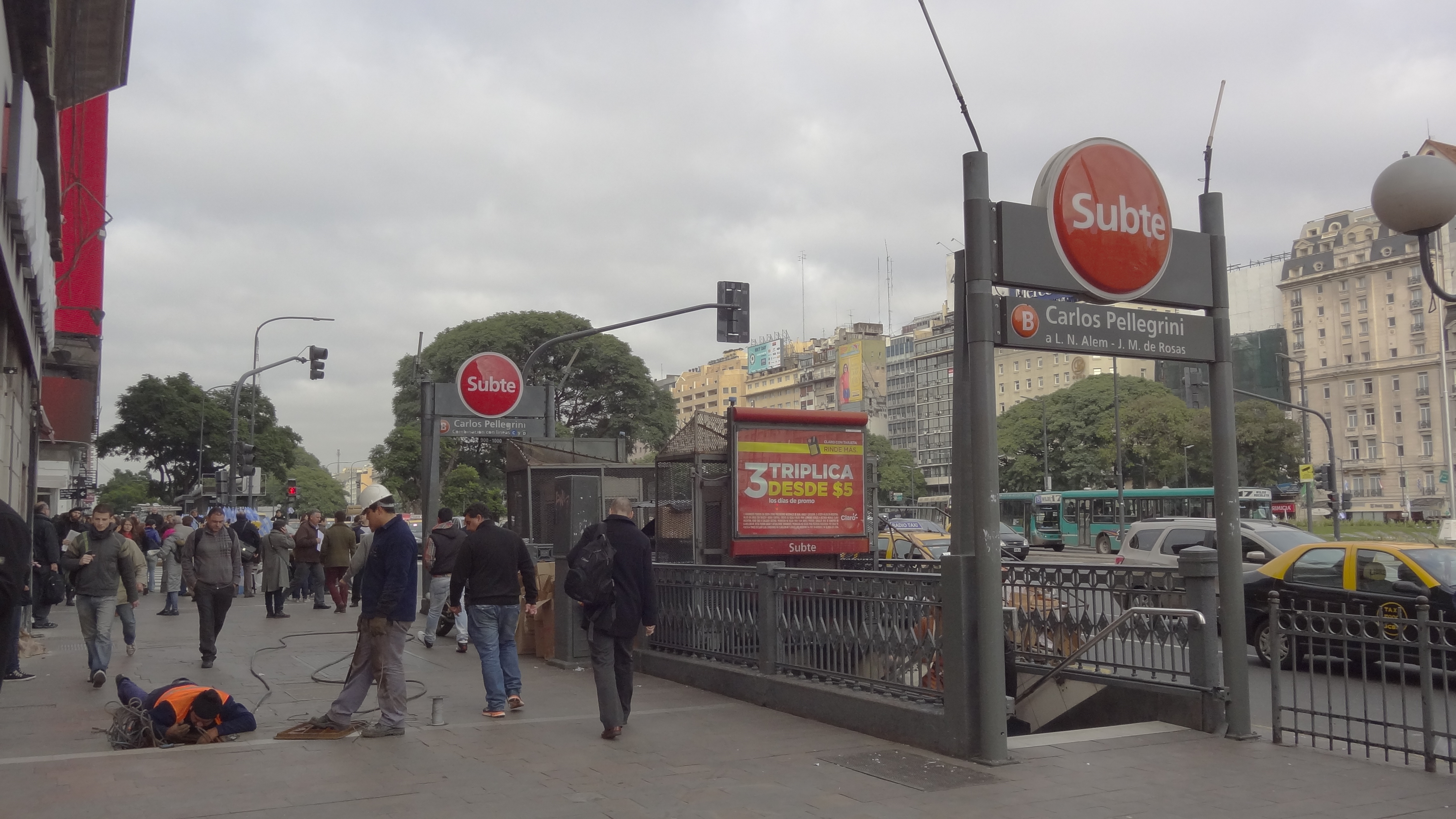
Вход с улицы